# Жилунович, Дмитрий Фёдорович
Ти́шка Га́ртный (настоящее имя Дми́трий Фёдорович Жилуно́вич; бел. Зміцер Хведаравіч Жылуновіч, Цішка Гартны; 4 ноября 1887, Копыль — 11 апреля 1937, Могилёв) — белорусский писатель, поэт и драматург, журналист, редактор. Глава Временного рабоче-крестьянского правительства Советской Социалистической Республики Белоруссия (1 января 1919 года — 3 февраля 1919 года). Академик АН БССР (1928).

## Биография
Родился 4 ноября 1887 года в городском посёлке Копыль (ныне Минская область, Республика Беларусь) в крестьянской семье. По национальности белорус. В 1905 году окончил двухклассную школу в Копыле. Работал в кожевенной мастерской. Принимал участие в революционных действиях 1905—1907 годов. В поисках работы объехал Беларусь, Украину, Литву. В 1910 и 1911 годы приезжал в Копыль и участвовал в работе местной организации РСДРП, в издании рукописных журналов.
В мае 1913 года начал работать на заводе «Вулкан» в Петербурге. Газета «Правда» в 1912—1913 гг разместила ряд его стихотворений и очерк о работе кожевенников. Был членом рабочего культурно-просветительского товарищества «Знание». В 1914 году перешёл работать на завод «Айваз». Вёл в Петрограде пропагандистскую и организационную работу среди беженцев-белорусов.
После Октябрьской революции — секретарь Белорусского национального комиссариата (Белнацкома) при правительстве РСФСР, член белорусской секции РКП(б), редактор газеты «Дзянніца». Вёл борьбу за создание Беларуской Республики против Вильгельма Кнорина и Александра Мясникова, не признававших белорусов самостоятельной нацией, нашёл поддержку у В. И. Ленина и И. В. Сталина. Со дня создания Советской Социалистической Республики Беларусь (1 января 1919) до 3 февраля 1919 года был главой Временного рабоче-крестьянского правительства Советской Беларуси. С 3 марта 1919 года — редактор и секретарь газеты «Красная заря» (Харьков), и с июня политработник в штабе 14-й армии. В 1920 году — главный редактор газеты «Работніцка-сялянская Беларусь».
Работал редактором газеты «Савецкая Беларусь», журнала «Полымя», директором Государственного издательства БССР и Государственного архива БССР (1923), заведующим Главискусства и заместителем народного комиссара образования БССР. Был членом Инбелкульта (Института белорусской культуры), а в 1928 году избран академиком Академии Наук БССР. Работал в институте истории и заведовал издательством АН БССР. Был членом ЦИК БССР (1920—1931).
В 1927 году с группой белорусских писателей пытался организовать Всебелорусскую федерацию писателей и поэтов. Автор первого белорусского романа «Соки целины». Выступал как поэт, драматург, критик. Автор статей о творчестве А. С. Пушкина, А. Мицкевича, Л. Н. Толстого, В. Брюсова, А. Блока, украинского поэта В. Елана (Блакитного). Для литературоведческих выступлений Гартного характерен социальный вульгаризм. Ставил себя, как пролетарского поэта, выше Я. Купалы, Я. Коласа, М. Богдановича.
Поддерживал дружеские отношения с Янисом Райнисом, Иоганесом Бехером, Францем Вайскопфом, Юлиусом Фучиком, Зденеком Неедлы, чешским поэтом Иозефом Горой. В 1931 г. был исключен из Коммунистической партии за связь с «нацдемовским подпольем».
15 ноября 1936 года был арестован. Находясь в тюрьме, был объявлен психически больным, в связи с чем переведён в Могилёвскую психиатрическую лечебницу, где и умер 11 апреля 1937 года. По некоторым данным — покончил жизнь самоубийством.
Похоронен на окраине Печерского лесопарка в Могилеве. На выявленном месте захоронения 11.4.1989 установлен памятник. Реабилитирован в гражданско-правовых отношениях 15.10.1955. Полностью (политически) реабилитирован 10.9.1987.
15 октября 1955 года Д.Ф. Жилунович был реабилитирован в общественно-правовых отношениях, в 1988 году состоялась полная политическая реабилитация.

## Произведения
- Песні (1913)
- Хвалі жыцця (1918)
- Песні працы і змагання (1922)
- Сокі цаліны (1922)
- Трэскі на хвалях (1924)
- Сацыялістка (1924)
- Урачыстасць (1925)
- Дзве сілы (1927)
- Прысады (1927) — рассказы и пьесы
- Узгоркі і нізіны (1928) — сборник литературно-критических заметок
- На новым месцы (1930) — сборник повестей
- Гаспадар (1930)
- Зялёны шум (1931)
- Гоман зарніц (1932)
- Наступ на горны (1932) — стихотворения и рассказы.

В середине XX века разными изданиями вышли собрания его сочинений.

## Память
В честь Дмитрия Фёдоровича Жилуновича в течение 15 лет были названы две улицы в Минске — улица Жилуновича и улица Тишки Гартного. Это вызывало возмущения учёных ряда минских ВУЗов и Института истории НАН Беларуси, так как Тишка Гартный и Дмитрий Жилунович — одно и то же лицо. В связи с этим в 2004 году решением минской мэрии улица Т. Гартного была переименована в улицу Ельницкую. Появление двух улиц, названных в честь одного и того же человека, связано с халатностью при превращении улицы Т. Гартного в продолжение улицы Малый Тростенец и переименовании улицы А. А. Жданова в улицу Д. Ф. Жилуновича.
В городе Копыль есть улица Жилуновича, а в Гродно и Могилёве — улица Тишки Гартного.